# Тримпоєле
Тримпоєле (рум. Trâmpoiele) — село у повіті Алба в Румунії. Адміністративно підпорядковане місту Златна.
Село розташоване на відстані 298 км на північний захід від Бухареста, 34 км на захід від Алба-Юлії, 77 км на південний захід від Клуж-Напоки.

## Населення
За даними перепису населення 2002 року у селі проживали 519 осіб, усі — румуни. Усі жителі села рідною мовою назвали румунську.